# 中行镇
中行镇，是中华人民共和国广东省梅州市平远县下辖的一个乡镇级行政单位。

## 行政区划
中行镇下辖以下地区：
良畲村、仲石村、儒地村、快湖村、中行村和官坑村。